# Hockey sur glace aux Jeux olympiques de 1920
Navigation
Chamonix 1924
Le hockey sur glace est introduit pour la première fois aux Jeux olympiques d'été de 1920. Alors que les Jeux olympiques d'hiver n'existent pas encore, le premier tournoi se dispute quelques mois avant les Jeux d'été, dans le nouvel Ijspalast d'Anvers.

## Contexte et déroulement

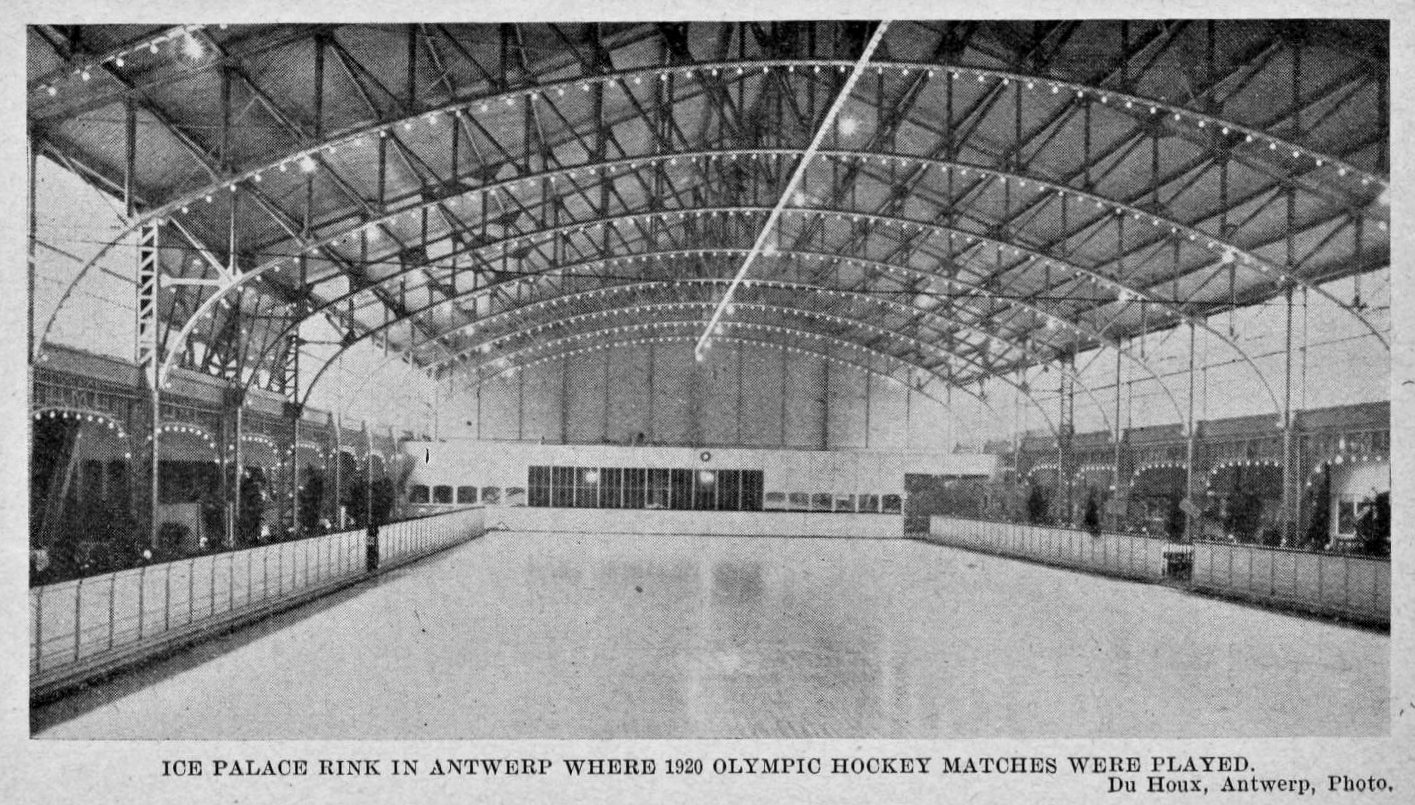
Le Ijspalast accueille les rencontres du tournoi de hockey sur glace des Jeux olympiques d'Anvers.

Un tournoi de hockey est organisé à Anvers en tant que démonstration de sports d'hiver. La Ligue Internationale de hockey sur glace, admet deux nations nord-americaines – le Canada et les États-Unis. En revanche, les perdants de la Première Guerre mondiale, l'Allemagne et l'Autriche, sont exclus d'une participation olympique. En 1983, la fédération internationale de hockey décide de déclarer la compétition comme la première édition du championnat du monde. L'équipe du Canada est en fait l'équipe des Falcons de Winnipeg, équipe détentrice de la Coupe Allan. Six joueurs sont alignés de chaque côté alors que les changements de ligne ne peuvent s'effectuer que lors d'un arrêt du jeu. Les sept équipes participant au tournoi sont les suivantes : la Belgique, les États-Unis, la France, la Suède, la Suisse et la Tchécoslovaquie. La Suisse compte dans ses rangs Max Sillig, président de la LIHG.
Comme il y a sept équipes, il est décidé de distribuer les médailles selon le « système Bergvall » : l'une des sept équipe est tirée au sort et exemptée du premier tour – la France. La première phase se joue avec six matchs au premier tour puis les trois vainqueurs et l'équipe exempte du premier tour se rencontrent. Une finale est organisée à l'issue de laquelle, la médaille d'or est donnée à la meilleure équipe. Par la suite, les trois équipes éliminées par l'équipe championne participent à une deuxième phase avec une équipe exemptée de premier tour. L'équipe qui sort victorieuse de ce tour reçoit la médaille d'argent. Enfin, les trois équipes éliminées par les deux équipes médaillées se rencontrent dans une troisième phase afin d'attribuer la médaille de bronze.
Les Falcons, dont le capitaine est Frank Fredrickson, remportent le tournoi grâce à trois victoires 15-0 contre la Tchécoslovaquie, 2-0 contre les États-Unis puis 12-1 contre la Suède. Les trois équipes battues par l'équipe de Winnipeg jouent par la suite pour la deuxième place : la Tchécoslovaquie est exemptée du premier tour mais perd en finale contre les États-Unis 16-0. La troisième phase oppose la Tchécoslovaquie, la Suède et la Suisse. Une nouvelle fois exempts du premier match, la Tchécoslovaquie remporte son premier match du tournoi lors du dernier match contre la Suède sur le score de 1-0 ; l'équipe se classe troisième,. Malgré leurs trois victoires, autant que le Canada, les joueurs de Suède repartent du tournoi sans médaille.

## Joueurs et statistiques

### Effectifs

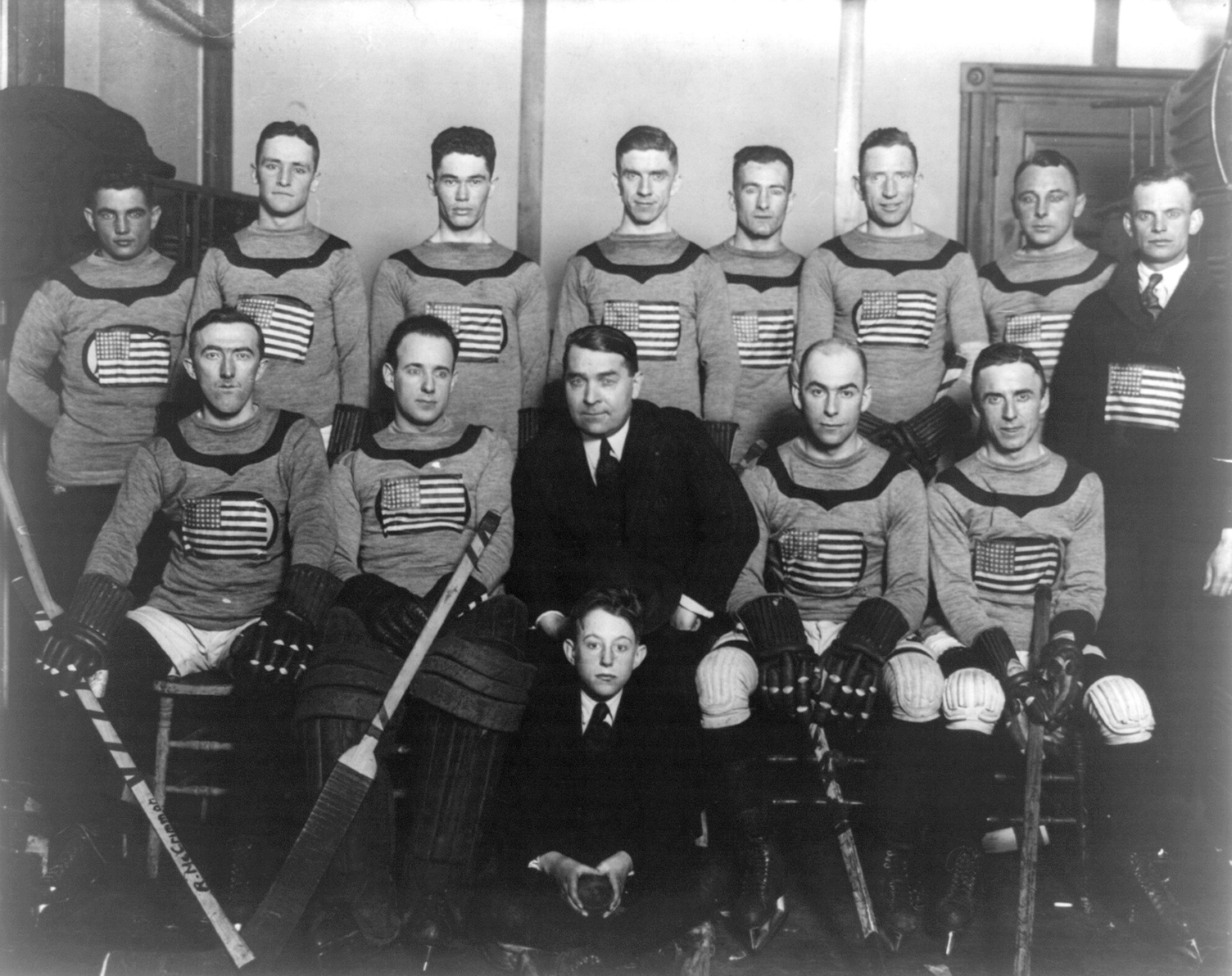
L'équipe des États-Unis pour les Jeux olympiques d'Anvers.

Les effectifs des équipes sont les suivantes : 
- Canada : Wally Byron en tant que gardien de but, Robert Benson, Konrad Johannesson et Allan Woodman en tant que défenseurs et Frank Fredrickson, Chris Fridfinnson, Magnus Goodman et Haldor Halderson, en attaque[5].
- États-Unis : Raymond Bonney, Anthony Conroy, Herbert Drury, Edward Fitzgerald, George Geran, Frank Goheen, Joseph McCormick, Lawrence McCormick, Frank Synott, Leon Tuck et Cyril Weidenborner[6].
- Tchécoslovaquie : Karel Hartmann, Karel Kotrbá, Josef Loos, Vilém Loos, Jan Palouš, Jan Peka, Karel Pešek, Josef Šroubek, Otakar Vindyš et Karel Wälzer[7]. Dušek est l'entraîneur de l'équipe et Šroubek l'unique buteur de l'équipe[8].
- Suède : Albin Jansson (Järva IS) et Seth Howander (IFK Uppsala) gardiens de buts ; Einar Lindqvist (IFK Uppsala), Einar Lundell (IK Göta) et Einar Svensson (IK Göta) défenseurs ; Wilhelm Arwe (IK Göta), Erik Burman (IK Göta), Georg Johansson-Brandius (IK Göta), Hansjacob Mattsson (Berliner Sport-Club), Nils Molander (Berliner Sport-Club) et David Säfwenberg (Berliner Sport-Club) attaquants[9]. Le réalisateur américain Raoul Le Mat est l'entraîneur de l'équipe[10].
- Suisse : Rodolphe Cuendet, Louis Dufour père[11], Louis Dufour fils[12], Max Holsboer, Marius Jaccard, Bruno Leuzinger, Paul Lob, René Savoie et Max Sillig[13].
- France : Jean Chaland, Pierre Charpentier, Henri Couttet, Georges Dary, Alfred de Rauch, Jacques Gaittet, Léonhard Quaglia[14].
- Belgique : Maurice Deprez, Paul Goeminne, Jean-Maurice Goossens, Paul Loicq, Philippe van Volckxsom, Gaston van Volxem et François Vergult[15].

### Statistiques des joueurs
| Joueur             | PJ | B  |
| ------------------ | -- | -- |
| Frank Fredrickson  | 3  | 12 |
| Haldor Halderson   | 3  | 9  |
| Magnus Goodman     | 3  | 3  |
| Konrad Johannesson | 3  | 2  |
| Robert Benson      | 3  | 1  |
| Chris Fridfinnson  | 1  | 1  |
| Allan Woodman      | 2  | 1  |
| Wally Byron        | 3  | 0  |

## Résultats
Cette section présente les résultats des matchs.

### Tournoi pour la médaille d'or

#### Premier tour
Sept équipes seulement ont participé au tournoi et par conséquent, la France a été exemptée de premier tour.
| 23 avril | Suède | 8-0 (5-0, 3-0) | Belgique |  |

| Feuille de match | Feuille de match | Feuille de match | Feuille de match | Feuille de match                  |
| ---------------- | --- | ---------------- | ---------------- | --------------------------------- |
|                  | Burman — 1-0 Johansson — 2-0 Burman — 3-0 Lindqvist — 4-0 Burman — 5-0 Johansson — 6-0 Molander — 7-0 Lindqvist — 8-0 |                  | -                | Arbitrage : W. A. Hewitt (Canada) |
| Howander         | Gardiens | Vergult          |                  | Arbitrage : W. A. Hewitt (Canada) |
|                  | |                  |                  | Arbitrage : W. A. Hewitt (Canada) |
|                  | |                  |                  | Arbitrage : W. A. Hewitt (Canada) |

| 24 avril | États-Unis | 29-0 (15-0, 14-0) | Suisse |  |

| Feuille de match | Feuille de match                                                                  | Feuille de match | Feuille de match | Feuille de match                 |
| ---------------- | --------------------------------------------------------------------------------- | ---------------- | ---------------- | -------------------------------- |
|                  | Conroy (8 buts) McCormick (7 buts) Goheen (6 buts) Drury (6 buts) Fitzgerald Tuck |                  | -                | Arbitrage : Raoul Le Mat (Suède) |
| Bonney           | Gardiens                                                                          | Savoie           |                  | Arbitrage : Raoul Le Mat (Suède) |
|                  |                                                                                   |                  |                  | Arbitrage : Raoul Le Mat (Suède) |
|                  |                                                                                   |                  |                  | Arbitrage : Raoul Le Mat (Suède) |

| 24 avril | Canada | 15-0 (10-0, 5-0) | Tchécoslovaquie |  |

| Feuille de match | Feuille de match                                                             | Feuille de match | Feuille de match | Feuille de match |
| ---------------- | ---------------------------------------------------------------------------- | ---------------- | ---------------- | ---------------- |
|                  | Halderson (7 buts) Fredrickson (4 buts) Goodman (2 buts) Johannesson Woodman |                  | -                |                  |
| Byron            | Gardiens                                                                     | Peka             |                  |                  |
|                  |                                                                              |                  |                  |                  |
|                  |                                                                              |                  |                  |                  |

#### Demi-finales
| 25 avril | Suède | 4-0 (2-0, 2-0) | France |  |

| Feuille de match | Feuille de match                                           | Feuille de match | Feuille de match | Feuille de match           |
| ---------------- | ---------------------------------------------------------- | ---------------- | ---------------- | -------------------------- |
|                  | Burman — 1-0 Svensson — 2-0 Molander — 3-0 Lindqvist — 4-0 |                  | -                | Arbitrage : Garon (Canada) |
| Howander         | Gardiens                                                   | Gaittet          |                  | Arbitrage : Garon (Canada) |
|                  |                                                            |                  |                  | Arbitrage : Garon (Canada) |
|                  |                                                            |                  |                  | Arbitrage : Garon (Canada) |

| 25 avril | Canada | 2-0 (0-0, 2-0) | États-Unis |  |

| Feuille de match | Feuille de match        | Feuille de match | Feuille de match | Feuille de match              |
| ---------------- | ----------------------- | ---------------- | ---------------- | ----------------------------- |
|                  | Fredrickson Johannesson | 1-0 2-0          | -                | Arbitrage : de Rauch (France) |
| Byron            | Gardiens                | Bonney           |                  | Arbitrage : de Rauch (France) |
|                  |                         |                  |                  | Arbitrage : de Rauch (France) |
|                  |                         |                  |                  | Arbitrage : de Rauch (France) |

#### Finale
| 26 avril | Canada | 12-1 (5-1, 7-0) | Suède |  |

| Feuille de match | Feuille de match | Feuille de match                                       | Feuille de match       | Feuille de match                   |
| ---------------- | --- | ------------------------------------------------------ | ---------------------- | ---------------------------------- |
|                  | Halderson - 1 min 15 s Fridfinnson - 1 min 55 s Frederickson - 5 min 20 s Frederickson - 16 min 0 s Frederickson - 17 min 35 s Goodman - 23 min 47 s Benson 28 min 9 s Frederickson - 29 min 15 s Frederickson - 29 min 30 s Frederickson - 34 min 55 s Halderson - 36 min 20 s Frederickson 39 min 2 s | 1-0 2-0 3-0 3-1 4-1 5-1 6-1 7-1 8-1 9-1 10-1 11-1 12-1 | 15 min 58 s - Svensson | Arbitrage : McCormick (États-Unis) |
| Byron            | Gardiens | Howander                                               |                        | Arbitrage : McCormick (États-Unis) |
|                  | |                                                        |                        | Arbitrage : McCormick (États-Unis) |
|                  | |                                                        |                        | Arbitrage : McCormick (États-Unis) |

Le Canada gagne ainsi la médaille d'or.

### Tournoi pour la médaille d'argent
Le tournoi pour la médaille d'argent s'est disputé entre les équipes battues par le Canada dans le tableau principal : les États-Unis, la Suède et la Tchécoslovaquie, cette dernière étant exemptée par tirage au sort du premier tour.

#### Premier tour
| 27 avril | États-Unis | 7-0 (5-0, 2-0) | Suède |  |

| Feuille de match | Feuille de match              | Feuille de match | Feuille de match | Feuille de match |
| ---------------- | ----------------------------- | ---------------- | ---------------- | ---------------- |
|                  | Drury (4 buts) Geran (3 buts) |                  | -                |                  |
| Weidenborner     | Gardiens                      | Howander         |                  |                  |
|                  |                               |                  |                  |                  |
|                  |                               |                  |                  |                  |

#### Finale
| 28 avril | États-Unis | 16-0 (7-0, 9-0) | Tchécoslovaquie |  |

| Feuille de match | Feuille de match                                                                 | Feuille de match | Feuille de match | Feuille de match             |
| ---------------- | -------------------------------------------------------------------------------- | ---------------- | ---------------- | ---------------------------- |
|                  | L. McCormick (7 buts) Drury (4 buts) Conroy (2 buts) Goheen J. McCormick Synnott |                  | -                | Arbitrage : Loicq (Belgique) |
| Weidenborner     | Gardiens                                                                         | Peka             |                  | Arbitrage : Loicq (Belgique) |
|                  |                                                                                  |                  |                  | Arbitrage : Loicq (Belgique) |
|                  |                                                                                  |                  |                  | Arbitrage : Loicq (Belgique) |

Les États-Unis remportent la médaille d'argent.

### Tournoi pour la médaille de bronze
Le tournoi pour la médaille de bronze a vu s'affronter les équipes battues par le Canada et les États-Unis : la Suède, la Tchécoslovaquie et la Suisse. Le premier match est joué le même jour que le match pour la médaille d'argent, et la Tchécoslovaquie, finaliste du tournoi secondaire, évite à nouveau le premier tour.

#### Premier tour
| 28 avril | Suède | 4-0 (0-0, 4-0) | Suisse |  |

| Feuille de match | Feuille de match                                       | Feuille de match | Feuille de match | Feuille de match                  |
| ---------------- | ------------------------------------------------------ | ---------------- | ---------------- | --------------------------------- |
|                  | Säfwenberg — 1-0 Johansson — 2-0 Arwe — 3-0 Arwe — 4-0 |                  | -                | Arbitrage : Frederickson (Canada) |
| Janssonn         | Gardiens                                               | Savoie           |                  | Arbitrage : Frederickson (Canada) |
|                  |                                                        |                  |                  | Arbitrage : Frederickson (Canada) |
|                  |                                                        |                  |                  | Arbitrage : Frederickson (Canada) |

#### Finale
| 29 avril | Tchécoslovaquie | 1-0 (1-0, 0-0) | Suède |  |

| Feuille de match | Feuille de match | Feuille de match | Feuille de match | Feuille de match                  |
| ---------------- | ---------------- | ---------------- | ---------------- | --------------------------------- |
|                  | Šroubek          |                  | -                | Arbitrage : Frederickson (Canada) |
| Wälzer           | Gardiens         | Howander         |                  | Arbitrage : Frederickson (Canada) |
|                  |                  |                  |                  | Arbitrage : Frederickson (Canada) |
|                  |                  |                  |                  | Arbitrage : Frederickson (Canada) |

L'équipe de Tchécoslovaquie obtient la médaille de bronze malgré un seul but inscrit et trente-et-un encaissés au cours de la compétition.

### Classement final
| Place                               | Équipe          |
| ----------------------------------- | --------------- |
| Médaille d'or, Jeux olympiques      | Canada          |
| Médaille d'argent, Jeux olympiques  | États-Unis      |
| Médaille de bronze, Jeux olympiques | Tchécoslovaquie |
| 4                                   | Suède           |
| 5                                   | Suisse          |
| 6                                   | France          |
| 7                                   | Belgique        |